# 사간 도스
사간 도스(サガン鳥栖, Sagan Tosu)는 일본 사가현 도스시를 연고로 하는 J리그 축구팀으로 팀명은 일본어로 사암(砂岩)이 사가 사람을 뜻하는 사가현 방언의 중의적 의미를 지니고 있다. 

## 역사
1997년 시민 구단으로 출발하여 J2리그에서부터 시작했고 이후 2006 시즌을 앞두고 2002년 FIFA 월드컵 4강 신화의 주역 중 하나인 윤정환을 영입한 뒤 J리그 디비전 2 2006에서 4위를 기록하며 전 시즌 대비 순위가 4계단 상승했다.
그 후 윤정환 감독의 지휘하에 J리그 디비전 2 2011에서 준우승을 차지하며 창단 15년만에 처음으로 J1리그 무대 입성에 성공했고 이후 2번의 J1리그(2012, 2014)에서 5위라는 사간 도스 구단 역사상 일본 최상위 리그 역대 최고 성적을 달성했을 뿐 아니라 2013년 천황배에서는 세레소 오사카와 가와사키 프론탈레 등 쟁쟁한 강팀들을 모두 따돌리고 4강까지 오르는 돌풍을 일으키며 구단 역사상 컵대회 최고 성적을 거두었다.

## 선수단

### 현재 선수 명단
참고: FIFA 자격 규정에 따라 소속된 국가대표팀 국기를 표시합니다. 선수는 복수의 FIFA 비회원국 국적을 가지고 있을 수 있습니다.
| 번호 | 포지션 | 국적 | 이름            |
| ---- | ------ | ---- | --------------- |
| 1    | GK     |      | 아카호시 다쿠   |
| 2    | DF     |      | 미쓰마루 히로무 |
| 3    | DF     |      | 프랑코 스부토니 |
| 4    | MF     |      | 하라카와 리키   |
| 6    | DF     |      | 후쿠타 아키토   |
| 7    | MF     |      | 가와노 히로키   |
| 8    | DF     |      | 후지타 마사토   |
| 11   | FW     |      | 도요다 요헤이   |
| 12   | GK     |      | 즈지 슈고       |
| 13   | DF     |      | 고바야시 유조   |
| 14   | MF     |      | 다카하시 요시키 |
| 21   | GK     |      | 김민호          |

| 번호 | 포지션 | 국적 | 이름              |
| ---- | ------ | ---- | ----------------- |
| 22   | FW     |      | 이케다 게이       |
| 23   | DF     |      | 요시다 유카타     |
| 27   | FW     |      | 다카와 교스케     |
| 28   | MF     |      | 이시카와 히로토   |
| 29   | MF     |      | 다니구치 히로유키 |
| 30   | GK     |      | 아키라 판티니     |
| 31   | FW     |      | 야마네 도와       |
| 33   | GK     |      | 곤다 슈이치       |
| 35   | DF     |      | 아오키 다케시     |
| 40   | GK     |      | 박일규            |
| 41   | DF     |      | 구라카즈 히로토   |
| 42   | DF     |      | 후지마즈 고야     |
| 43   | MF     |      | 모리야마 신고     |

- 이와사키 유토(2021 ~ 2022, 2023 ~ )

## 역대 감독
| 감독            | 임기                      |
| --------------- | ------------------------- |
| 구와하라 다카시 | 1993 - 1994               |
| 장외룡          | 1995년 - 1996년           |
| 윤정환          | 2011년 - 2014년           |
| 마시모 피가덴티 | 2016년 - 2018년 10월      |
| 김명휘          | 2018년 10월 - 2018년 12월 |
| 루이스 카레라스 | 2019년 - 2019년 4월       |
| 김명휘          | 2019년 5월 - 2021년       |
| 가와이 켄타     | 2022년 - 2024년           |
| 고기쿠 아키오   | 2025년 -                  |